# Lagoa da Tijuca

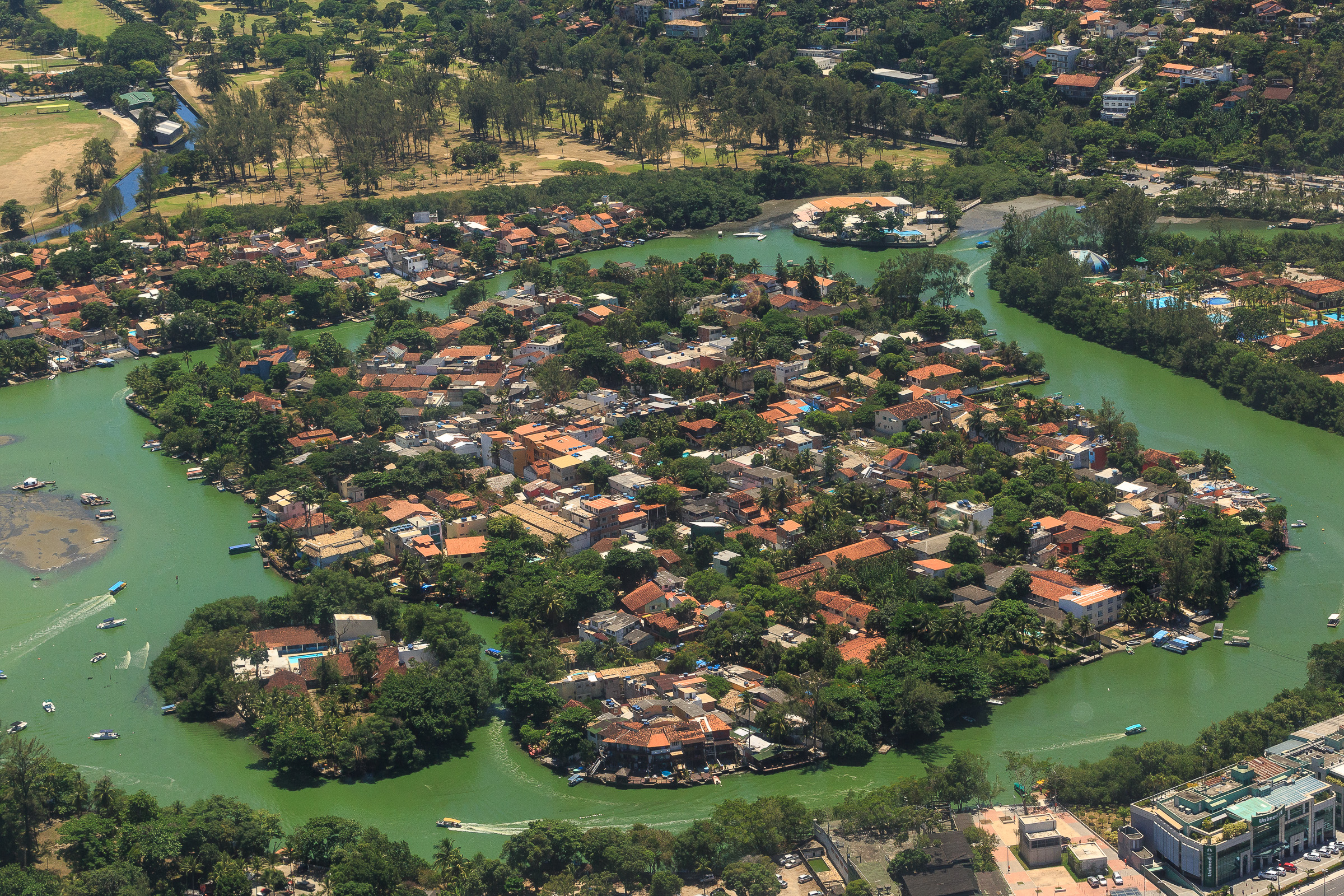
Ilha da Gigóia

A Lagoa da Tijuca é uma lagoa situada na Barra da Tijuca, na Zona Oeste da cidade do Rio de Janeiro, no Brasil. Forma, junto com as lagoas de Jacarepaguá, Camorim e Marapendi, o complexo lagunar da Barra da Tijuca, que se comunica com o oceano Atlântico através do canal da Barra da Tijuca, também conhecido como canal da Joatinga. As lagoas do complexo são ligadas entre si por canais. A lagoa da Tijuca possui dez ilhas, sendo que a maior é a ilha da Gigóia, que possui 3 000 moradores, hostels, pousadas e restaurantes. A lagoa apresenta vegetação de mangue, com abundância de gigogas, o que é um reflexo da poluição das águas da lagoa. A lagoa é um habitual local de reprodução do jacaré-de-papo-amarelo.

## Topônimo
"Tijuca" é um nome com origem no tupi antigo tyîuka, que significa "rio podre", "água podre", "charco", pântano", "lama", pela composição de ty ("água", "rio"), îuk ("podre") e a (sufixo substantivador).

## Características
Banha os bairros do Itanhangá e Barra da Tijuca, o Itanhangá Golf Clube, os condomínios Downtown, Cittá América, Le Parc Residential Resort e Península e os centros empresariais Barra Shopping e Mário Henrique Simonsen.[carece de fontes?]
A Praia dos Amores é banhada por água doce e salgada pela foz da lagoa e tem água quentes, paradas e claras. Ela é própria para banho, mas apenas quando a maré estiver subindo; tem sua orla limitada por um quebra-mar da praia do Pepê.[carece de fontes?]